# 澳洲鸦
澳洲鸦（学名：Corvus orru）是鸦科鸦属的一种，分布于印度尼西亚、巴布亚新几内亚和澳大利亚。该物种的保护状况被评为无危。
澳洲鸦的平均体重约为552.5克。栖息地包括多岩石的海岸、亚热带或热带的（低地）干燥疏灌丛、亚热带或热带的湿润低地林、沙滩、沙洲、沙嘴、耕地、干燥的稀树草原、泥滩、盐滩、城市和多卵石或砾石的海岸。